# Museo diocesano (Ortona)
Il Museo Diocesano di Ortona, in origine Museo della Cattedrale,  raccoglie importanti reperti artistici scampati alla distruzione dei bombardamenti dovuti alla seconda guerra mondiale.
Si trova presso la Cattedrale di San Tommaso Apostolo.

## Storia
Un primo museo vi fu nel secondo dopoguerra quando Mons. Tommaso de Luca aprì al pubblico la sua collezione privata. La vera e propria esposizione fu però inaugurata il 3 maggio 1988 in quattro sale sul lato sinistro del Duomo, un tempo cappelle private adibite al culto.

## La collezione
La collezione museale contiene numerose e pregevoli opere artistiche che vanno dal XII al XIX secolo, e che testimoniano l'evoluzione artistico culturale di Ortona raggiunta in diversi secoli di storia.

### Sala 1: Cappella del Rosario[1]
L'itinerario espositivo nella prima sala, antica sede della Cappella del Rosario, si sviluppa secondo un criterio cronologico con opere d'arte pittorica dal Quattrocento al Seicento.
L'insieme dei dipinti è assai significativo con capolavori come "Il Volto Santo di Lucca e il miracolo del giullare" e la quasi coeva "Madonna col puer dolorosus". Storicamente importanti sono l'articolata composizione de "L'Adorazione dei pastori", datata 1581, le tele del pittore ortonese del Seicento Tommaso Alessandrini e quelle già attribuite a Giovan Battista Spinelli, nato a Chieti da padre bergamasco agli inizi del XVIII secolo.
- Adorazione dei pastori (ignoto, 1581, proveniente dalla Congregazione degli Agostiniani)

Il dipinto, impostato secondo una prospettiva spaziale dall'accentuato verticalismo nella quale intorno alla scena principale si affollano personaggi diversi mentre nel paesaggio di sfondo, dettagliatamente rappresentato, si snoda un lungo corteo. Appare eseguito, nella grande ricchezza e complessità della composizione, dalla stessa mano cui si deve l'Annunciazione, datata al 1583, collocata nella chiesa di Santa Maria di Costantinopoli ma probabilmente proveniente dalla chiesa dell'Annunziata presso porta Caldari che ospitò i Celestiniani dopo l'incursione piratesca del 1566.

L'autore, in passato, era identificato col pittore veneto Giovan Battista Rusconi, attribuzione oggi superata senza che sia stato possibile assegnare le due opere al catalogo di altro artista che sembra rivelare, però, ascendenze marchigiane vicine a Lorenzo Lotto, mentre il tono narrativo e figurativo lo avvicinerebbero a Simone De Magistris e Bartolomeo Morgante.
- Deposizione dalla Croce (ignoto,1590 c.)

Il dipinto mostra, evidenti, i segni delle vicissitudini nelle quali deve essere rimasto coinvolto, in particolare le ampie cadute di colore in corrispondenza di vecchie piegature della tela che era stata privata del telaio. Benché in parte compromessa dalle suddette e piuttosto vaste lacune la lettura dell'opera rivela, a detta degli esperti, la personalità di un artista formatosi nell'area tosco-romana ma influenzato da artisti marchigiani.
Il soggetto si colloca perfettamente, con la sua intensa espressività e il senso di pietà che da esso emana, nell'ambito della pittura della controriforma e ricalca modelli piuttosto diffusi e in particolare l'opera ortonese sembrerebbe derivare dalla “Deposizione” di Daniele da Volterra.

Degna di nota, ai piedi della croce, la presenza di San Francesco, il che porterebbe ad individuare la committenza dell'opera nell'ambiente minorita.
- San Luigi, san Cristoforo e San Pietro (Giovan Battista Spinelli, XVII secolo, proveniente dalla Chiesa del Carmine)
- Incoronazione di Maria Vergine tra S. Francesco e S. Antonio di Padova (ignoto, XVII secolo, proveniente dalla Chiesa della SS. Trinità)

L'opera, parte centrale del trittico con San Simone Zelota e San Bartolomeo, era collocata sull'altare ligneo della chiesa cappuccina della Santissima Trinità sormontata dal riquadro raffigurante Dio Padre, dalla quale è stata rimossa solo in anni recenti per essere restaurata. La pala d'altare, coi dipinti che le fanno contorno, era già riferita all'ambito di produzione di Giovan Battista Spinelli ma recenti studi ne hanno messo in dubbio la paternità, pur considerandole opere di un maestro coevo.
- Pietà di Chioggia o Apparizione della Madonna della Navicella (Tommaso Alessandrino, 1629 c., proveniente dalla Chiesa della SS. Trinità)

L'opera, commissionata da Cesare Gervasone, membro di una ricca famiglia di originaria di Bergamo stabilitasi in Ortona, raffigurato in preghiera in basso, ed identificato dal medesimo stemma che compare sull'opera successiva, è molto interessante dal punto di vista iconografico. Il soggetto è l'Apparizione della Madonna della Navicella così chiamata perché il 25 giugno 1508 l'Addolorata apparve all'ortolano Baldassarre Zalon (DA BALDESARSE VISTO IL GRAN MERTO DI CRISTO), nei pressi della spiaggia di Sottomarina di Chioggia (ECCOVI CHIOZA A PIENO DELLA PIETADE IL SENO), con il Cristo in grembo piagato dai peccati dei chioggiotti per scomparire poi su una navicella senza conducente. In alto, riconoscibilissima, Venezia con piazza San Marco, con l'isola di San Giorgio e, in una eccezionale raffigurazione, il Bucitoro. L'esecuzione del dipinto, firmato e datato, THOMAS ALESSANDRINUS ORTONIENSIS IN PINGEBAT A. D. MDCXXVIIII, è di pochi decenni posteriore al completamento del santuario della Santissima Trinità avvenuto nel 1585 e divenuto punto di riferimento della comunità Cappuccina.
- Giudizio Universale (Tommaso Alessandrino, 1633 c., proveniente dalla Chiesa della SS. Trinità)

L'opera, con la precedente, fu commissionata da Cesare Gervasone, come illustrato da una delle numerose iscrizioni presenti sul dipinto, collocata proprio sotto lo stemma che compare sulla destra. Molto complessa dal punto di vista iconografico vi troviamo rappresentata la scena del Giudizio Universale. 

Sull'asse verticale si trovano raffigurati in sequenza, dal basso verso l'alto, Satana, l'Arcangelo Michele, San Francesco che abbraccia la Croce, centro ideale della composizione, Cristo tra la Madonna e San Giovanni, la Colomba dello Spirito Santo e Dio Padre tra le sfere celesti e i cori degli angeli, sotto i quali stanno coloro che sono morti prima della venuta del Redentore e gli Apostoli. Ad un piano inferiore i Santi e più in basso, ai lati della Croce, gli angeli coi simboli della passione.

Tutta la metà inferiore è invece dedicata alla dimensione terrena, affollata di altrettante numerose figure e animata dal movimento dei corpi, attirati verso l'alto o precipitati verso il baratro della dannazione eterna.
- Il Volto Santo di Lucca e il miracolo del Giullare (ignoto, XV secolo, proveniente dalla Cappella del Salvatore della Cattedrale)

Il grande dipinto su tavola nel quale è raffigurato il Volto Santo di Lucca, ancora inserito nel mirabile dossale d'altare in legno dorato databile alla seconda metà del XVI secolo, era originariamente collocato nella Cappella del Salvatore in Cattedrale, già cappella gentilizia della famiglia Riccardi passata poi ai canonici. 

I Riccardi, filo angioini, vissero in Ortona tra la fine del XIV ed i primi decenni del XVI secolo, e furono molto influenti nel Regno di Napoli durante il XV secolo, specialmente con Francesco I, Ciambellano, Siniscalco, Castellano a Napoli, Ambasciatore a Costanza per l'elezione a Pontefice di Martino V, Viceré e Governatore di Perugia dal 1408 al 1414, morto nel 1424. Tennero molti feudi, abruzzesi e non, e trassero parentele cospicue e nobili. Il Volto Santo di Lucca, oggetto fin dal Medioevo di una diffusa venerazione in tutta Europa, è un crocifisso ligneo conservato nella navata sinistra della cattedrale di San Martino in Lucca, in un tempietto a pianta centrale costruito da Matteo Civitali nel 1484. Secondo l'antica leggenda riportata dal diacono Leobino, il Volto Santo è stato scolpito da Nicodemo, dopo la resurrezione e l'ascensione del Cristo, meno il volto che si sarebbe modellato senza l'intervento umano e quindi sarebbe il “vero volto” del Cristo. Il dipinto raffigura uno dei più noti miracoli del “Volto Santo” che avrebbe lasciato scivolare, in segno di gradimento, una delle sue pianelle d'oro tra le mani di un giullare che in segno di devozione volle dargli un saggio della sua arte. La devozione per il Santo Volto può essere messa in relazione sia con la presunta origine lucchese dei Riccardi, sia sulla capacità riconosciuta al simulacro di tenere lontani invasori e pirati.
- L'Assunzione di Maria (Tommaso Alessandrino, 1627, proveniente dalla Chiesa della SS. Trinità)

Il dipinto rappresenta, oltre che chiaramente un tributo alla Vergine che, terminato il corso della vita terrena, fu trasferita in Paradiso sia con l'anima che con il corpo, anche un riferimento ad un episodio che la tradizione riferisce all'Apostolo Tommaso il quale sarebbe stato dubbioso, anche in questo caso, dell'effettiva ascesa della Madonna in cielo e per questa ragione Ella gli avrebbe fatto cadere dall'alto la sua cintura, cintura che divenne uno degli attributi iconografici col quale Tommaso sarà successivamente identificato insieme alla squadra.
- Madonna col Puer Dolorosus (Giacomo da Campli, 1440 c., proveniente dalla Cappella del Salavatore della Cattedrale)

L'opera, dall'iconografia alquanto inconsueta, col bambino in grembo alla Vergine che mostra i segni della passione, è tra le poche antecedenti, per esecuzione, al sacco della città operato dai Turchi guidati da Piyale Pasha nel 1566. Il dipinto, probabilmente parte di un polittico ed in origine di dimensioni maggiori, mostra numerose similitudini con la tavola della Madonna del Latte nella chiesa di Santa Maria in Platea di Campli, sia per quanto riguarda il tappeto fiorito sul quale è collocato il trono della Madonna sia per il disegno degli occhi che per la rappresentazione del disegno del tessuto e delle pieghe delle vesti, disposte sul ventre in ondulazioni plissettate. Già attribuita a Giacomo da Campli gli studi più recenti lo riferiscono alla cerchia di Francesco d'Antonio Zacchi da Viterbo detto Il Balletta, pittore documentato tra il 1407 e il 1476.
- San Bernardo di Chiaravalle e il Miracolo del Latte (Tommaso Alessandrino, 1632, proveniente dalla Chiesa della SS. Trinità)

L'autore riprende un modello iconografico piuttosto diffuso che si riferisce ad un episodio della vita del Santo fondatore della celebre abbazia di Clairvaux vissuto tra il 1090 e il 1153. Si narra che mentre Bernardo era intento alla stesura del Commentario al Cantico dei Cantici, in lode alla Vergine Maria, Ella gli apparve e il latte sgorgato dal suo petto andò a bagnare le labbra del Santo che da quel momento ebbe il dono di prodigiosa eloquenza.

San Bernardo, figura centrale della devozione mariana, sviluppò tre temi centrali della mariologia, che furono ripresi da Papa Pio XII nella venticinquesima enciclica scritta nel 1953, in occasione dell'VIII centenario della morte del Santo, nella quale il Santo Padre riprese i concetti esposti dal Santo circa la verginità di Maria, "Stella del Mare", su come pregare e come confidare in Maria come mediatrice. Anche su questo dipinto compare, seppure non perfettamente leggibile, lo stemma del donatore.
- Bassorilievo Ecce Homo (ignoto, XVI secolo)
- Lapide commemorativa (ignoto, 1127, proveniente dalla Cattedrale)

La lapide è un importante documento la cui iscrizione testimonia la ricostruzione e riconsacrazione alla Divina Maria, il 10 novembre 1127, della chiesa madre di Ortona, dopo la distruzione, all'epoca dell'invasione Normanna, del precedente luogo di culto. Oltre cento anni dopo, con l'arrivo ad Ortona delle spoglie di San Tommaso, la chiesa subirà ulteriori trasformazioni divenendo, col tempo, il luogo di venerazione dell'Apostolo ma mantenendo nei secoli la doppia intitolazione.

### Sala 2: Cappella del Battistero[2]
La seconda sala del museo è separata in due distinte sezioni, nella prima continua il percorso cronologico nell'arte figurativa ortonese che riprende dalle tele settecentesche di Giambattista Gamba dedicate alla vita di Santa Caterina d'Alessandria, per arrivare alle due opere raffiguranti Sant'Agostino e San Girolamo realizzate nel 1865 da Ferdinando Palmerio, nato a Guardiagrele nel 1834 e morto nel 1916, passando dal dipinto L'incredulità di San Tommaso di Giuseppe Lamberti del 1731.
L'opera del Lamberti rappresenta il punto di contatto con la seconda sezione, ospitata sotto l'ampio vano voltato risalente al 1330, dove invece sono collocate quelle opere che meglio rappresentano la storia della Diocesi ortonese e quegli oggetti legati alle funzioni liturgiche nella Cattedrale e alla venerazione per l'Apostolo Tommaso a cominciare dal fonte battesimale in pietra, perfettamente conservato, fatto realizzare da Monsignor Giandomenico Rebiba, primo Vescovo di Ortona dal 1570 al 1596, nella chiesa di San Zeffirino papa in Villa Caldari di Ortona, poi trasportato nel museo Capitolare. All'epoca del suo successore Alessandro Boccabarili, di nobile famiglia piacentina già Cappellano di Margarita d'Austria, Vescovo di Ortona dal 1596 al 1623, risalgono invece numerosi pezzi che rendono importante il settore degli argenti con un prezioso calice del 1608, un raffinato turibolo e un grande catino con le sue insegne che, cosa rara in ambito diocesano, reca i bolli di un argentiere veneziano. Al secolo seguente, scampati alle requisizioni di fine settecento e agli orrori della guerra risalgono invece numerosi altri oggetti di grande valore tra i quali spicca certamente la croce d'altare realizzata dall'argentiere napoletano Filippo del Giudice nel 1756.
- Sant'Agostino (Francesco Palmerio, 1865)
- San Girolamo (Ferdinando Palmerio, 1865)
- Matrimonio mistico di Santa Caterina d'Alessandria (Giambattista Gamba, XVIII secolo, proveniente dalla Chiesa di Santa Caterina)

La scena raffigurata nel dipinto, in realtà, si riferisce, con una evidente sovrapposizione, ad un episodio della vita di Santa Caterina da Siena vissuta nel XIV secolo, alla quale nella notte di carnevale del 1367 apparve Cristo Bambino accompagnato dalla Vergine e da una folla di santi, che le donò un anello simbolo del mistico sposalizio.
- Disputa di Santa Caterina (Gianbattista Gamba, XVIII secolo, proveniente dalla Chiesa di Santa Caterina)

Tra gli episodi, alquanto fantasiosi, della vita di Santa Caterina d'Alessandria, che sarebbe vissuta nel quarto secolo, ve n'è uno centrale che risale al 305 d.C. In occasione della nomina di Massimino Daia a governatore di Egitto e Siria si celebrano grandi feste grandiose che comprendevano anche il sacrificio di animali alle divinità pagane da parte di tutti i sudditi. Caterina, cristiana, rifiutandosi di sacrificare ai falsi dei si presentò a Massimino, invitandolo a riconoscere Gesù Cristo. Massimino allora convocò un gruppo di sapienti alessandrini affinché convincessero la Santa a venerare le divinità olimpiche ma alla fine del confronto furono i dotti ad essere convertiti alla nuova Fede.
- I sapienti condotti al martirio (Gianbattista Gamba, XVIII secolo, proveniente dalla Chiesa di Santa Caterina)

Indispettito dalla conversione dei Sapienti, Massimino ordinò che essi venissero uccisi, come si vede appunto nella scena raffigurata nel dipinto. Successivamente egli avrebbe proposto a Caterina di unirsi in matrimonio con lui ma al diniego della Santa la condannò ad un'orribile morte, mediante una ruota dentata che le avrebbe straziato le carni. La ruota, miracolosamente, andò in pezzi e la giovane Caterina subì il martirio per decapitazione. Gli angeli avrebbero poi trasportato il suo corpo da Alessandria fino al Sinai, dove ancora oggi l'altura vicina a Gebel Musa, la Montagna di Mosè, si chiama Gebel Katherin in suo ricordo.
- Incoronazione di Santa Caterina (Gianbattista Gamba, XVIII secolo, proveniente dalla Chiesa di Santa Caterina)

La scena del dipinto sembra svolgersi in una tetra prigione dove, secondo una leggenda, la Santa venne rinchiusa prima del martirio e tenuta per lungo tempo senza mangiare e senza bere mentre una colomba bianca le recava in volo ciò di cui aveva bisogno, tanto che liberata non mostrò alcun segno di patimento, anche se qui è raffigurata nell'atto di ricevere una corona dalle mani di un angelo.
- Sbarco delle reliquie di San Tommaso ad Ortona (Bottega dei Lombardo, XVI secolo, proveniente dalla Cattedrale)

L'opera, genericamente attribuita alla bottega veneziana dei Lombardo, famiglia di illustri scultori, raffigura l'arrivo delle reliquie di San Tommaso dall'Isola di Chios, dove furono prelevate dal navarca Leone (successivamente detto Acciaiuoli), insieme alla lastra tombale che testimoniava la loro autenticità, e portate ad Ortona, sua città natale nel 1258. Essa era parte dell'arca che custodì le reliquie di San Tommaso dopo la profanazione della chiesa avvenuta ad opera dei Turchi nel 1566, quando, ci riferiscono le cronache dell'epoca, la sacra custodia venne devastata senza che, miracolosamente, quanto in essa custodito subisse alcun danno.
- Frammento di orologio (ignoto,1583)
- Crocifisso ligneo (ignoto,XVIII secolo)
- Croce reliquario (ignoto,XVII secolo)
- Fonte battesimale (ignoto,XVI secolo)
- Incredulità di san Tommaso (Giuseppe Lamberti, 1731, proveniente dalla Cattedrale)

L'opera, venne commissionata al pittore Giuseppe Lamberti, nato a Ferrara intorno al 1700 e morto nel 1763, dalla Città di Ortona come ex voto per la scampata pestilenza, nel 1731. La scena rappresenta il momento in cui il dito dell'Apostolo Tommaso sfiora la piaga sul costato di Cristo Risorto.
- Busto di San Tommaso (ignoto, 1799)

Il busto ligneo del Santo Patrono è tra gli oggetti che meglio testimoniano la devozione di cui ha goduto nel corso dei secoli. Esso venne intagliato e dipinto nel 1799 dopo l'invasione dei Francesi, e servì da modello, per la fusione, l'anno successivo, ad opera di un argentiere napoletano, del busto d'argento reliquiario realizzato in sostituzione di quello precedente, risalente al XVIII secolo trafugato e fatto fondere dagli occupanti insieme alla gran croce di smeraldi che ne ornava il petto.

### Sala 3[3]
La terza sala è un piccolo ambiente di raccordo tra quella che fu la Cappella del Battistero e la Cappella dedicata a Sant'Onofrio. 
- San Tommaso e San Vincenzo Ferrer davanti al Crocifisso (Pasquale Bellonio, XVIII secolo, proveniente dalla Chiesa di San Domenico)
- L'estasi di Santa Teresa (Pasquale Bellonio, XVIII secolo, proveniente dalla Chiesa del Carmine)
- Natività della Vergine (Pasquale Bellonio, 1780, proveniente dalla Chiesa di San Domenico)

### Sala 4: Cappella di Sant'Onofrio[4]
In quest'ultima sala del museo, ricavata nella cappella dedicata a Sant'Onofrio, già cappella privata della famiglia de Sanctis della quale rimangono due monumenti funebri, hanno trovato collocazione notevoli testimonianze di secoli di storia ortonese: reperti archeologici di epoca romana ed elementi lapidei dell'antica Cattedrale insieme ad una eccezionale collezione numismatica.
- Bassorilievo Stemma della città di Ortona, 1794

Lo stemma della città di Ortona, raffigura una torre, mostrando in questo esemplare, una leggere discrepanza rispetto a quello più noto che in termini araldici viene descritto come “al castello triturrito di rosso merlato alla guelfa e chiuso d'argento sul mare d'azzurro”. È comunque evidente il riferimento alla città fortificata e al castello che dominava il porto che fu il più importante d'Abruzzo e uno scalo fondamentale per i traffici marittimi veneziani.
- Bassorilievo Stemma della famiglia De Pizzis (XV secolo)

Lo stemma dei de Pizzis viene descritto araldicamente come: troncato, inchiavato, pomato di quattro pezzi d'oro e di rosso, caricato di quattro gioghi posti in fascia, due in capo di rosso e due in punta d'oro. Il capostipite di questa illustrissima famiglia ortonese fu Ruggero, ricordato da una lapide come Rettore di Ortona nel 1251. Verso la metà del XVII secolo acquistò numerosi feudi: S. Martino, Filetto, Vacri, Rosciano e Guardiagrele, mantenendo successivamente solo quelli di S. Martino e Filetto. Nel 1708 il titolo su S. Martino fu elevato da baronale a Marchionale. Furono eredi del pittore Giovan Battista Spinelli avendo sua sorella Caterina sposato Ludovico de Pizzis portandogli una dote di quasi 3.000 ducati. I de Pizzis, seppure numerosi e divisi in vari rami, si estinsero alla fine del ‘700 con Antonia, andata in sposa a Francesco Odoardo Benedetti, barone di Scoppito e patrizio aquilano. Il titolo di Marchese di S. Martino passò al figlio Giuseppe Benedetti il quale si stabilì in Ortona senza avere discendenza. Lui e la sua consorte furono gli ultimi ad essere sepolti nella cripta trecentesca della cappella di famiglia dell'Immacolata Concezione nella Cattedrale di Ortona.
- Bassorilievo con Stemma Angioino (XIV secolo)

In epoca angioina ad Ortona emerse la famiglia Riccardi che fu tanto fedele ai sovrani francesi quanto a Lanciano la potente famiglia Ricci fu filoaragonese, finendo per acuire i rapporti, già molto tesi per ragioni commerciali, tra i due centri frentani. Agli scontri e alle lotte tra gli abitanti delle due città pose fine, seppure pare solo temporaneamente, l'intervento di San Giovanni da Capestrano il quale il 17 febbraio 1427 riuscì a far sottoscrive tra le due contendenti un accordo di pace redatto da Cicco di Memmo di Rosato, notaio in Ortona, e pronunciato sulla Tomba dell'Apostolo Tommaso. In memoria dell'evento ad Ortona si cominciò la costruzione del convento della Madonna delle Grazie, oggi scomparso, mentre a Lanciano venne fondato il convento di Sant'Angelo della Pace, ora Sant'Antonio, che ancora esiste con la sua ricchissima biblioteca. Con la definitiva affermazione degli Aragonesi, nel regno di Napoli i Riccardi furono costretti all'esilio e si diressero verso Urbino, Pesaro, Modena, Mantova e Bologna. Di quegli anni vengono ricordati Francesco Riccardi, che fu, tra l'altro, Governatore e Viceré di Perugia tra il 1408 e il 1414, e Sigismondo Riccardi, Signore di Caprara, noto come "Morello da Ortona", amico di Pietro Bembo, e citato nel “Cortegiano" di Baldassarre Castiglione.
- Tomba di Andrea Matteo de Sanctis (ignoto, 1556)

La famiglia de Sanctis ebbe la sua storica residenza nei pressi della Cattedrale su un'area già appartenuta, secondo lo storico Giovan Battista Pacichelli, alla famiglia Riccardi, costretta all'esilio con l'avvento del dominio Aragonese.

La fondazione del palazzo può essere quindi datata al XV secolo anche se fu sicuramente oggetto di un intervento di ristrutturazione da parte Andrea Matteo De Sanctis nella prima metà del XVI, secolo come si può leggere nell'iscrizione posta sul portale in pietra e come evidenziato da diversi elementi architettonici, ricomparsi dopo alcune opere di restauro, che testimoniano l'antichità dell'edificio. Verso la fine del XVI secolo ospitò Margherita d'Austria, figlia naturale dell'imperatore Carlo V, duchessa di Parma e Piacenza e governatrice dei Paesi Bassi spagnoli la quale, acquistata Ortona nel 1582 da Orazio di Lannoy Principe di Sulmona e Conte di Venafro, decise di stabilirvisi ospite di Camillo de Sanctis in attesa che fosse completato il suo palazzo la cui costruzione aveva affidato al celebre architetto Giacomo della Porta. Prima che il palazzo “Farnese” fosse terminato la morte la colse proprio nel palazzo de Sanctis il 18 gennaio del 1586.
- Quattro busti reliquarii (ignoto, XVII secolo)
- Capitello (XIV secolo)
- Tomba di Andrea de Sanctis (1504)

Andrea de Sanctis è ricordato come Regio Tesoriere d'Abruzzo dal 1423 al 1445. La famiglia de Sanctis di Ortona è documenta dal XV secolo ma suoi membri si stabilirono in diverse città d'Abruzzo dando origine al ramo di Vasto, oggi estinto, e a quelli teramani da cui discendono i de Sanctis di Castelbasso, di Canzano, di Penne ed Orsetti de Sanctis. Il loro stemma raffigura un leone, attraversato da una fascia caricata di tre lettere P maiuscole interpretate come "Pugna Pro Patria". Giovanni Agostino de Sanctis, fu canonico e vicario generale di Giovanni Domenico Rebibba, primo vescovo della Diocesi di Ortona.
- Frammento di lapide (XIV-XV secolo)
- Frammento di decorazione (XIII secolo circa)
- Decorazione antropomorfa (XIII-XIV secolo)
- Capitello decorato (XVI secolo?)

### Collezione numismatica[5]
A Ortona, città posta in demanio, fu operativa una zecca civica all'epoca della dominazione angioina o durante le tentate sortite di matrice filo-francese nel Regno avverso la Casa d'Aragona (XV secolo). I periodi di attività della zecca, per ora noti, si riferiscono ai regni di Giovanna II d'Angiò (bolognino), Renato d'Angiò (denaro), Giovanni d'Angiò (denaro, bolognino), Carlo VIII (cavallo).
Il Museo Diocesano presso la Cattedrale di San Tommaso conserva una cospicua raccolta numismatica composta da oltre duecento pezzi dei quali centosettantacinque, coniati lungo un ampio arco temporale che va dal Tardo Impero all'Unità d'Italia, sono esposti al pubblico in una bacheca dell'ultima sala. Il nucleo principale del complesso si caratterizza per la corposa presenza di monetazione medievale battuta dalla zecca di Ancona, benché non manchino emissioni di altre zecche del medio Adriatico a documentare una composizione monetaria in linea con i mercati praticati dagli Ortonesi nel medioevo. Particolare risalto è stato assicurato a due esemplari di esimia rarità battuti nella zecca di Ortona e giunti nelle collezioni del museo per donazione privata: un denaro in mistura (gr 0,47) a nome di Renato d'Angiò, moneta circolata con molta parsimonia, e un bolognino in argento (gr 0,57) a nome di Giovanna II di Durazzo, lievemente tosato.
Fuori esposizione sono conservati trentaquattro esemplari di qualità inferiore, ascrivibili alle ultime fasi del Regno di Napoli e delle Due Sicilie, a cavallo tra ‘700 e ‘800, pertanto la raccolta annovera complessivamente 209 monete.